# Endomyces coprophilus
Endomyces coprophilus är en svampart som beskrevs av Massee & E.S. Salmon 1901. Endomyces coprophilus ingår i släktet Endomyces och familjen Endomycetaceae.   Inga underarter finns listade i Catalogue of Life.